# Le Redoutable

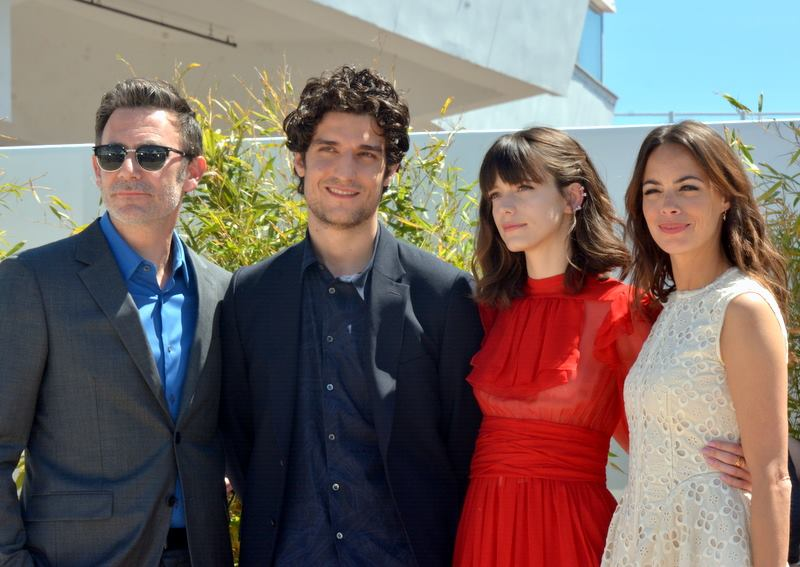
Michel Hazanavicius, Louis Garrel, Stacy Martin et Bérénice Bejo lors de la présentation du film "Le Redoutable" au festival de Cannes

Le Redoutable é um filme de drama francês de 2017 dirigido e escrito por Michel Hazanavicius. Protagonizado por Louis Garrel, estreou no Festival de Cannes 2017, no qual competiu para a Palm d'Or.

## Elenco
- Louis Garrel - Jean-Luc Godard
- Stacy Martin - Anne Wiazemsky
- Bérénice Bejo - Michèle Rosier
- Micha Lescot - Jean-Pierre Bamberger
- Grégory Gadebois - Michel Cournot